# Steinkreise von Copney
Die Steinkreise von Copney gehören zu den Ulsterkreisen. Sie liegen an den Hängen des Copney Hill östlich von Omagh im County Tyrone in Nordirland. Die acht vollständigen oder partiellen Steinkreise sind erst vor kurzem aus dem Torf gegraben worden. Ein Vergleich mit dem ebenfalls bronzezeitlichen Beaghmore bietet sich an. 

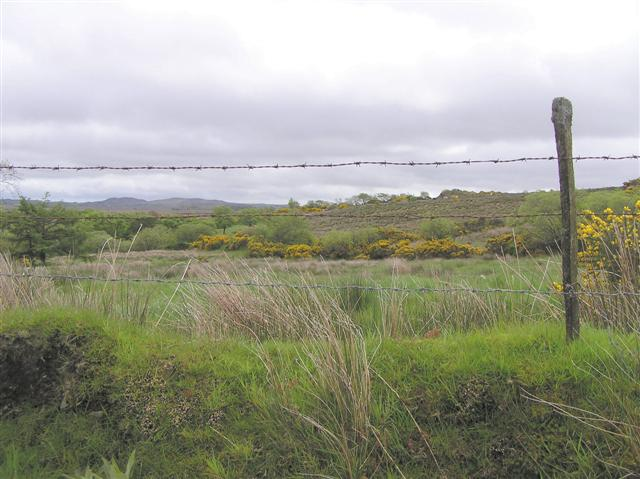
Die Landschaft vor der Ausgrabung

Einige sind mit Steinlagen, andere mit einem kleinen zentralen Steinhaufen gefüllt. In anderen Fällen erkennt man konzentrische oder radiale Kreiseinbauten. Es gibt auch ein Alignement aus niedrigen Steinen, das zwischen zwei Kreisen liegt, und einen Menhir. Die größten Kreise sind ausgegraben und haben Durchmesser von 15,5 und 17 m. Ein Oval misst 22 auf 24 m. Die Steine sind selten höher als 40 cm. Die weiße Farbe der Steine ist durch Ausbleichung unter der Torfschicht entstanden, die auch die Steine zersetzt.
Im Nordwesten liegt ein etwa einen Meter hoher Cairn von etwa drei Meter Durchmesser, dessen großer Schlussstein sich noch in situ befindet.
100 Meter östlich liegt ein Bogen aus acht niedrigen Steinen. Das ganze ist Teil einer derzeit unzugänglichen Megalithlandschaft, die das Areal unmittelbar südlich der Sperrin Mountains füllt. 